# 彭市乡
彭市乡原属湖南省资兴市所辖乡，2012年4月撤销，原彭市乡成建制并入州门司镇。撤销前的彭市乡行政区划代码431081210，下辖彭市社区、丹坳村、塘家湾村、三宝村、南坪村、联富村、坝头村、杨头村、水南村、长富村共计9行政村和1社区。

## 历史沿革
彭市乡原名彭公庙，去“庙”字为乡名。1949年属三区，1950年4月建立彭市镇；1958年设跃进公社，1961年更名彭市公社，1984年改设彭市乡后沿用此名。乡政府驻彭市圩，辖长富（长付）、水南、联富、南坪、三宝、丹坳、杨头、坝头、塘家湾9个行政村和彭市社区。乡政府驻彭市圩；2012年撤销前行政区划代码431081210。